# Cohésion sociale
Pour le film d'Anna Karina, voir Vivre ensemble (film).

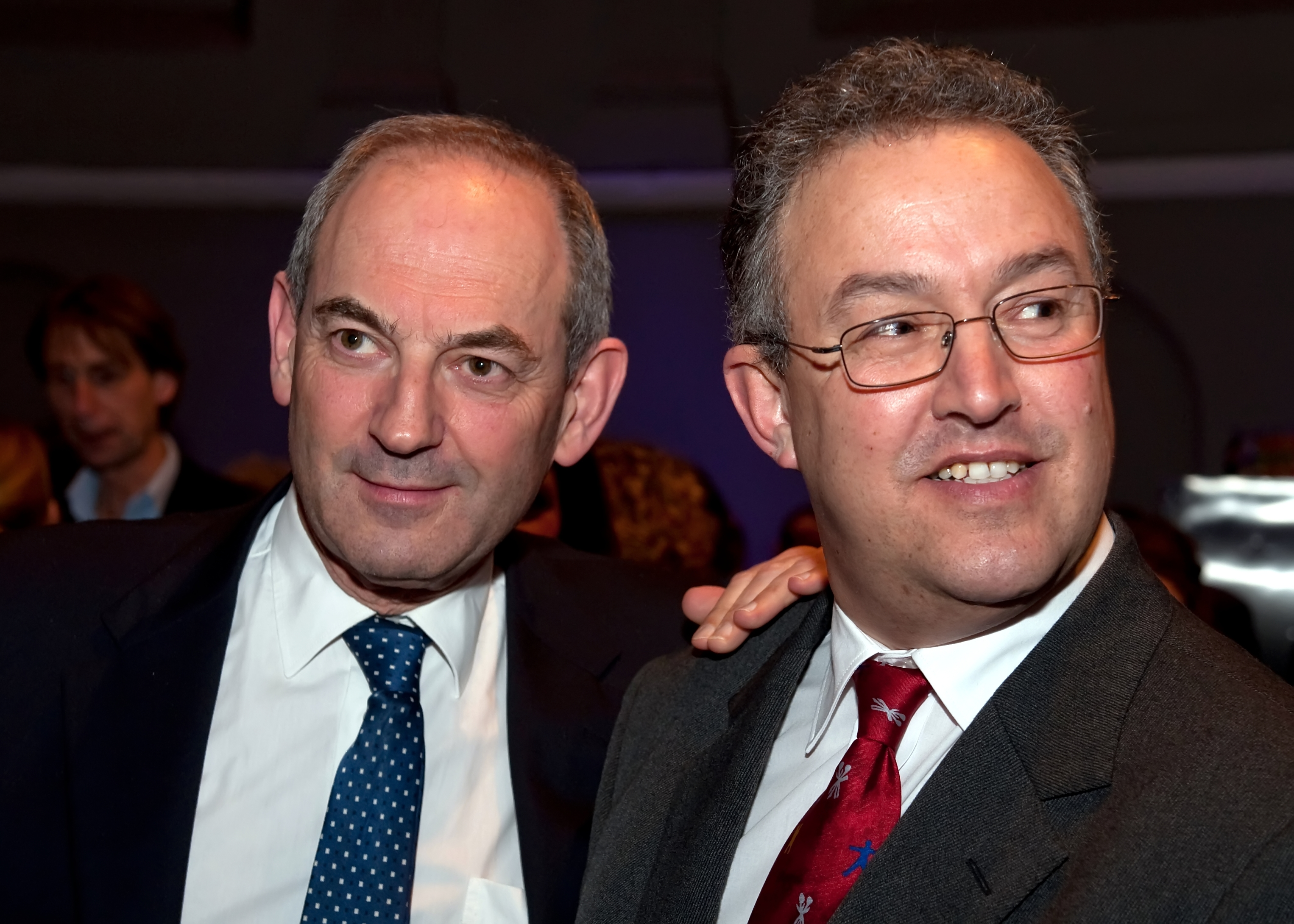
Exemple de cohésion sociale malgré les différences religieuses aux Pays-Bas : le bourgmestre d'Amsterdam, Job Cohen (gauche), juif, s'affiche ouvertement avec Ahmed Aboutaleb (droite), bourgmestre de Rotterdam, musulman.

Cohésion sociale et cohésion de groupe (de sens plus large) désignent les liens qui relient les membres d'un groupe social les uns aux autres et au groupe dans son ensemble. Bien que la cohésion soit un processus à multiples facettes, elle peut être divisée en quatre composantes principales : les relations sociales, les relations de travail, l'unité perçue et les émotions. Les membres de groupes fortement cohésifs sont plus enclins à participer et à rester avec le groupe.
La cohésion sociale est un concept en sciences sociales qui désigne l'intensité des relations sociales qui existent entre les membres d'une structure sociale donnée.
Ce concept est utilisé au sens large sans connotations pour signifier l'intensité du lien social, c'est-à-dire à quel point les membres d'un groupement sont connectés entre eux. De nature subjective l'intensité de la cohésion sociale peut être évaluée par des enquêtes de satisfaction.

## La mise en place du concept
L'idée de cohésion sociale remonte probablement à la notion d'asabiyya, théorisée en 1377 par le philosophe arabe Ibn Khaldoun dans ses Prolégomènes[réf. nécessaire]. Quant à l'expression proprement dite, elle a été diffusée par le sociologue Émile Durkheim dans son ouvrage de 1893, De la division du travail social[réf. nécessaire]. Son utilisation dans le débat public date de la fin du vingtième siècle[réf. nécessaire]. En 1983, Gérard Mendel constatait une « dilacération toujours plus grande du tissu social ». En 1993 le Commissariat général du Plan publiait un rapport intitulé « Cohésion sociale et prévention de l'exclusion » et en 1997 un autre intitulé « Cohésion sociale et territoires ». En réalité ce concept se substitue à celui de solidarité en cours pendant les Trente Glorieuses. La mondialisation a rompu le cercle vertueux entre solidarité sociale et progrès économique. Le nouveau rôle de l'État est de rendre à la société la capacité de se livrer à la concurrence, y compris entre ses membres. L'État n'étant plus à même d'assurer la solidarité sociale s'efforce seulement de maintenir la cohésion nationale.

## Enjeux de la cohésion sociale
Le niveau de cohésion sociale permet de favoriser les synergies des organisations et la qualité de vie des membres des sociétés, si les relations sociales sont vécues positivement par les individus constituant cette organisation ou cette société. Mais elle peut aussi nuire à l'innovation, par sa tendance à créer des liens forts entre les membres et peu de liens avec l'extérieur; une cohésion moindre, laissant place à des "trous structuraux" favorise l'innovation. Une trop forte cohésion sociale peut aussi produire un repliement et maintenir davantage la ségrégation des rôles genrés.
Prononcé pour la première fois par le sociologue Émile Durkheim dans son ouvrage De la division du travail social en 1893, la cohésion sociale est alors l'état de bon fonctionnement de la société où s'exprime la solidarité entre individus et la conscience collective : « Nous sommes ainsi conduits à reconnaître une nouvelle raison qui fait de la division du travail une source de cohésion sociale. Elle ne rend pas seulement les individus solidaires, comme nous l'avons dit jusqu'ici, parce qu'elle limite l'activité de chacun, mais encore parce qu'elle l'augmente. Elle accroît l'unité de l'organisme, par cela seul qu'elle en accroît la vie; du moins, à l'état normal, elle ne produit pas un de ces effets sans l'autre ».

## Caractéristique de la cohésion sociale

### Types de cohésion sociale
Selon Émile Durkheim, les sociétés et organisations humaines voient leur cohésion sociale se développer par l'existence soit de liens marchands, soit de liens politiques ou de liens communautaires :
- les liens marchands apparaissent par l'utilisation de contrats ou de conventions (et autres règles informelles) ; ils constituent une cohésion sociale par le biais de l'intérêt de l'échange de biens et services ;
- les liens politiques apparaissent par des règles propres aux institutions créées afin d'établir une certaine légitimité ; c'est l'utilité de prendre certaines décisions négociées par un groupe légitime qui implique cette cohésion sociale ;
- les liens communautaires (sociétaires) apparaissent lorsque certaines similitudes s'établissent (des différences et complémentarités pour les sociétés modernes) ; ces caractéristiques peuvent suffire à révéler une cohésion sociale source de solidarité.

### Confiance et cohésion sociale
La cohésion sociale s'obtiendrait par la confiance qui s'établit au fil des relations envers les institutions et au sein de réseaux sociaux. Cette dernière consiste en la confiance de disposer d'un capital social. De tels capitaux facilitent également l'investissement dans la vie publique. À ce titre, les associations culturelles, sportives ou autres sont des acteurs sociaux qui favorisent la cohésion sociale.
La cohésion sociale renforce la confiance qui nait à travers la régulation sociale ; l'environnement et les interactions sont davantage prévisibles.

#### Confiance envers les institutions
« Le respect envers les institutions et les services publics prenait appui (durant les Trente Glorieuses) sur la volonté manifeste de l'État de réduire les inégalités de revenus entre les classes ». Cet objectif devenu obsolète par la mondialisation est remplacé par l'égalité des chances. L'égalité des chances méritocratique a l'avantage de conférer une légitimité morale aux inégalités. Si la compétition scolaire est juste, chacun ne peut s'en prendre qu'à lui-même.

#### Confiance horizontale
Aux États-Unis et en Grande-Bretagne, la confiance horizontale prend appui sur la notion de communauté. Les pays européens mettent plutôt l'accent sur la promotion du local, du quartier, du territoire, d'une agglomération. En France, la politique de la ville a débuté par un projet de développement social des quartiers. Le fait d'associer les habitants à l'élaboration d'un projet rétablit la confiance entre les différentes catégories sociales.

## Cohésion sociale en analyse de réseaux sociaux
En analyse des réseaux sociaux, afin de mesurer la cohésion sociale et la densité d'une structure sociale, on utilise notamment la notion de "degré de densité", c'est-à-dire la proportion des liens existants par rapport aux liens possibles, ainsi que la degré de cohésion.

## Enjeux politiques de la cohésion sociale en Europe
La cohésion sociale est, à l'origine, un concept utilisé dans certains milieux en France et en Belgique dans le débat public. Il est passé au niveau européen, que ce soit au niveau de la Commission européenne ou du Conseil de l'Europe, doté d'une stratégie de cohésion sociale et d'une Direction générale de la cohésion sociale. Il a alors un sens de lien entre les peuples (Union européenne) et de capacité à garantir le bien être de tous en évitant les disparités par la coresponsabilité des acteurs (Conseil de l'Europe). Il est parfois également employé par les responsables modérés souhaitant donner un volet social à leur action politique sans souscrire à l'idée de lutte contre les inégalités. On peut comprendre l'origine de cette expression en l'analysant à partir des référentiels politiques traditionnels en France et son évolution à la lumière du sens qui lui est donné aujourd'hui au niveau européen. Elle s'oppose à l'émeute, à la révolution et à la révolte.
On peut considérer la cohésion sociale comme perspective sociale orientant l'action politique.[réf. nécessaire]. Au niveau européen, le concept fait référence à des valeurs de solidarité et d'équité ou non-discrimination dans l'accès aux droits.
La cohésion sociale se distingue du concept marxiste de lutte des classes[réf. nécessaire]. L'action politique s'orienterait vers l'agrégation des individus de toutes conditions confondues vers des intérêts communs pour ainsi faire coexister les inégalités présentes dans la société et détourner les classes sociales les plus défavorisées de la révolte. En cela, la politique de cohésion sociale a un rôle de pacification et de contrôle social.
Dans la mouvance rousseauiste les inégalités sont le fruit de la société. La lutte contre les inégalités est, dans ce cadre, l'un des fondements de son action tandis qu'une autre mouvance cherche à donner suffisamment de liberté à l'individu pour qu'il puisse se réaliser et, accessoirement, maintenir la cohésion de la Nation en évitant que les inégalités deviennent trop criantes.
Le terme cohésion est utilisé dans un objectif collectif, voire national-étatique[réf. nécessaire]. La cohésion sociale a donc pour but de contribuer à l'équilibre et au bon fonctionnement de la société, tandis que la lutte contre les inégalités cherche au contraire à corriger les déséquilibres produits par la société. Ce concept peut également désigner la possibilité à chaque citoyen de participer activement à la société et d'y retrouver sa reconnaissance[réf. nécessaire].
Cependant la reprise du concept de cohésion sociale au niveau européen lui donne un sens politique qui va au-delà de cette opposition. Notamment en définissant la cohésion sociale comme étant la capacité de la société à assurer le bien être de tous et d'éviter les disparités et les polarisations, le Conseil de l'Europe met l'accent sur la lutte contre les inégalités et toutes les formes d'exclusion ou de discrimination et sur la coresponsabilité des acteurs (pouvoirs publics, citoyens, entreprises, etc.) pour y parvenir. Ceci conduit à proposer une approche où le bien être est défini par les citoyens eux-mêmes. Le Conseil de l'Europe met notamment en avant l'équité dans l'accès aux droits, la dignité et la reconnaissance de la diversité, l'autonomie et le développement personnel, familial et professionnel et la participation et l'engagement citoyen.